# Senyera (Spagna)
Senyera è un comune spagnolo di 971 abitanti situato nella comunità autonoma Valenciana.